# SPMA
Die Société Parisienne de Mécanique Appliquée, kurz SPMA, war ein französischer Hersteller von Automobilen.

## Unternehmensgeschichte
Das Unternehmen aus Courbevoie begann 1908 mit der Produktion von Automobilen. Der Markenname lautete SPMA. 1910 endete die Produktion.

## Fahrzeuge
Das einzige Modell 10/12 CV war ein Kleinwagen. Für den Antrieb sorgte ein Vierzylindermotor. Als Getriebe diente ein Friktions- bzw. Reibradgetriebe.